# Richard D. Kolodner
Richard David Kolodner (* 3. April 1951 in Morristown, New Jersey) ist ein US-amerikanischer Genetiker, Biochemiker und Molekularbiologe an der University of California, San Diego und am Ludwig Institute for Cancer Research.

## Leben
Kolodner erwarb an der University of California, Irvine 1971 einen Bachelor und 1975 einen Ph.D. bei K. K. Tewari. Seine Doktorarbeit trug den Titel The structure and metabolism of normal and variant forms of human serum Alpha-1-Antitrypsin. Als Postdoktorand arbeitete er bei C. C. Richardson an der Harvard Medical School, bis er ebendort und am Dana-Farber Cancer Institute eine erste Professur (1978 Assistant Professor, 1983 Associate Professor) für Biochemie erhielt, ab 1987 zusätzlich für Molekulare Pharmakologie. 1981 übernahm Kolodner die Leitung der Abteilung für Molekulargenetik am Dana-Farber Cancer Institute, 1988 wechselte er als ordentlicher Professor in die dortige Zell- und Molekularbiologie, 1990 übernahm er zusätzlich die Leitung der Abteilung für Röntgenkristallographie. 1991 erhielt er den Lehrstuhl für Zell- und Molekularbiologie am Dana-Farber Cancer Institute, 1995 wechselte er auf den dortigen Lehrstuhl für Humane Krebsgenetik.
1997 wechselte Kolodner an das Ludwig Institute for Cancer Research in La Jolla, San Diego, Kalifornien, wo er 2015 Leiter der Krebsgenetik wurde. Gleichzeitig hat er eine Professur für Innere Medizin an der University of California, San Diego. Sein Forschungslabor betreibt er gemeinsam mit Christopher Putnam.

## Wirken
Kolodner konnte die Bedeutung von Störungen der DNA-Mismatch-Reparaturproteine, insbesondere Msh2, für die Krebsentstehung herausarbeiten. (Bert Vogelstein konnte kurz nach Kolodner (1993) ebenfalls das Gen für Msh2 beim Menschen identifizieren.) Die Arbeiten Kolodners befassen sich auch mit weiteren Mechanismen der DNA-Reparatur und ihrer Bedeutung für die Krebsentstehung. Kolodner und Mitarbeiter verwenden Saccharomyces cerevisiae als Modellorganismus und verknüpfen die Ergebnisse mit der Rolle der entsprechenden homologen Gene des Menschen bei der Krebsentstehung. Ein weiteres Betätigungsfeld sind Studien zur genetischen Ursache des Cold Induced Autoinflammatory Syndrome (Mutation im NALP3-Gen, siehe Inflammasom) und der Congenital Tufting Enteropathy (Mutation im EpCAM-Gen, siehe Epitheliales Zelladhäsionsmolekül).
Kolodner hat (Stand 2023) mehr als 300 wissenschaftliche Publikationen veröffentlicht. Er hat laut Google Scholar einen h-Index von 120, laut Datenbank Scopus einen von 94 (jeweils Stand Oktober 2023). Kolodner war Mitglied zahlreicher wissenschaftlicher Kommissionen und Beiräte. Er gehörte zu den Herausgebern der wissenschaftliche Fachzeitschriften Cell, Molecular and Cellular Biology, Journal of Biological Chemistry und DNA Repair.

## Auszeichnungen (Auswahl)
- 1996 Charles S. Mott Prize[5]
- 2000 Mitglied der National Academy of Sciences[6]
- 2008 Mitglied der American Academy of Arts and Sciences[7]
- 2013 Mitglied der National Academy of Medicine[8]